# 王丹凤
王丹凤（1924年8月23日—2018年5月2日），原名王玉凤，原籍浙江宁波，出生于上海，中国大陸女演员。中国民主同盟成员。她是中国电影界最有影响力的女演员之一，1949年被评为香港四大女演员之一。她于1962年获得官方认可，成为“新中国电影明星”，并在2013年获得两项终身成就奖。在过去四十多年的职业生涯中，她主演了60多部电影。她是中国大陆脍炙人口的儿歌《小燕子》的原唱者。

## 生平
1924年，王玉凤出生在上海，父亲是旅店老板，父母都喜好看戏。16岁时，她陪同朋友舒麗娟去合众影片公司看拍戏，被导演朱石麟看中，并且帮她改名“王丹凤”，后出演多部电影。1948年，王丹凤去英属香港。1949年7月，香港選出滬港四大女星，王丹鳳與李麗華、周璇、白光並列。
1950年，王丹鳳與陶金、劉瓊、韓非前往廣州演出。1951年新年，王丹鳳與柳和清結婚。1951年，王丹凤回到上海，担任上海电影制片厂的女演员。1958年，毛泽东发起上山下乡运动，王丹凤下放到上海新桥公社劳动。1963年，王丹凤出演西安电影制片厂制片的《桃花扇》，在文化大革命中被封为“毒草”批斗，而该片也被封为“十大毒草”，之后发配到奉贤五七干校劳动改造。1978年，邓小平执政之后，实行改革开放，1989年，柳和清从上海电影制片厂卸任，王丹凤和丈夫柳和清去了英属香港开办“功德林上海素食馆”。21世纪初期，柳和清把餐馆转让给朋友，两人回上海，居住在上海陕南村。2017年6月17日在第20届上海国际电影节金爵盛典获得上海国际电影节华语电影终身成就奖。
2018年5月2日凌晨四时许，王丹凤因病在上海华东医院逝世，享壽94歲。2019年4月14日，香港電影金像獎協會於第38屆香港電影金像獎頒獎典禮中向王丹鳳連同其他已故電影人致敬。

## 感情生活
王丹凤的丈夫是摄影师柳和清，他是上海国泰影业公司总经理柳中亮的儿子。1951年1月1日，两人结婚。

## 公职
- 中国电影协会第四届理事
- 中国电影协会第五届理事
- 全国政协第六届委员
- 全国政协第七届委员

## 演出作品

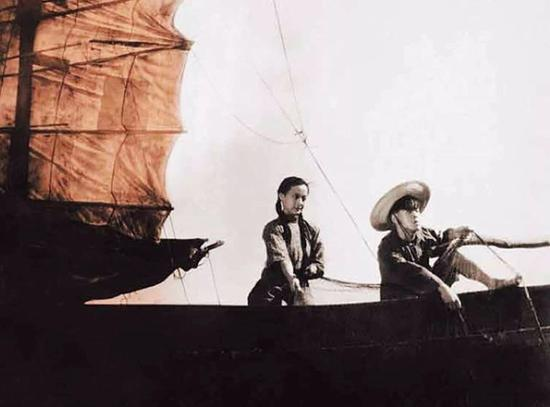
王在《新渔光曲》中的影像

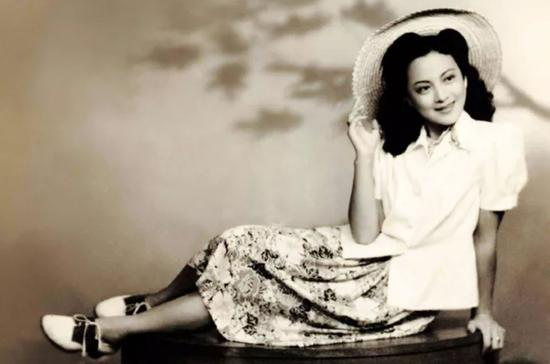
1940年代的王丹凤

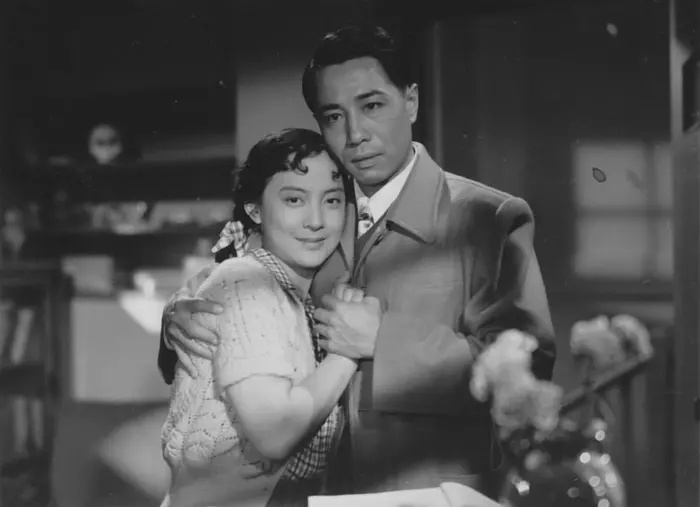
1957年《护士日记》中的男女主角王丹凤与汤化达

| 年份   | 片名                   | 角色   |
| 1941年 | 《龙潭虎穴》           |        |
| 1941年 | 《灵与肉》             |        |
| 1941年 | 《新渔光曲》           |        |
| 1942年 | 《三朵花》             |        |
| 1942年 | 《丹凤朝阳》           |        |
| 1942年 | 《教师万岁》           |        |
| 1942年 | 《落花恨》             |        |
| 1942年 | 《春》                 |        |
| 1942年 | 《秋》                 |        |
| 1942年 | 《博爱》               |        |
| 1943年 | 《断肠风月》           |        |
| 1943年 | 《浮云掩月》           |        |
| 1943年 | 《三朵花》             |        |
| 1943年 | 《合家欢》             |        |
| 1943年 | 《两代女性》           |        |
| 1943年 | 《万紫千红》           |        |
| 1943年 | 《新生》               |        |
| 1944年 | 《丹凤朝阳》           |        |
| 1944年 | 《红楼梦》             | 薛宝钗 |
| 1944年 | 《大富之家》           |        |
| 1944年 | 《教师万岁》           |        |
| 1944年 | 《凯风》               |        |
| 1944年 | 《春江遗恨》           |        |
| 1944年 | 《情海沧桑》           |        |
| 1945年 | 《人海双珠》           |        |
| 1945年 | 《鹏程万里》           |        |
| 1945年 | 《莫负少年头》         |        |
| 1945年 | 《幽兰谱》             |        |
| 1946年 | 《民族的火花》         |        |
| 1947年 | 《终身大事》           |        |
| 1947年 | 《青青河边草》         |        |
| 1947年 | 《月黑风高》           |        |
| 1947年 | 《乱点鸳鸯》           |        |
| 1948年 | 《鸾凤怨》             |        |
| 1948年 | 《断肠天涯》（上下集） |        |
| 1949年 | 《无语问苍天》         |        |
| 1949年 | 《珠光宝气》           |        |
| 1949年 | 《夜来风雨声》         |        |
| 1949年 | 《锦绣天堂》           |        |
| 1949年 | 《瑶池鸳鸯》           |        |
| 1949年 | 《琼楼恨》             |        |
| 1950年 | 《王氏四侠》           |        |
| 1950年 | 《海外寻夫》           |        |
| 1950年 | 《方帽子》             |        |
| 1951年 | 《彩凤双飞》           |        |
| 1956年 | 《家》                 |        |
| 1957年 | 《护士日记》           | 简素华 |
| 1957年 | 《海魂》               |        |
| 1958年 | 《你追我赶》           |        |
| 1959年 | 《春满人间》           |        |
| 1960年 | 《风流人物数今朝》     |        |
| 1960年 | 《向阳花开》           |        |
| 1962年 | 《女理发师》           |        |
| 1963年 | 《桃花扇》             | 李香君 |
| 1978年 | 《失去记忆的人》       |        |
| 1978年 | 《儿子》               |        |
| 1978年 | 《孙子和种子》         |        |
| 1981年 | 《玉色蝴蝶》           |        |

### 参演话剧
| 演出时间 | 剧名     | 导演 | 所饰角色 |
| -------- | -------- | ---- | -------- |
| 1955年   | 《雷雨》 | 赵丹 | 四凤     |